# Карото, Джованни Франческо
Джованни Франческо Карото (итал. Giovanni Francesco Caroto; ок. 1480, Верона — 1555, Верона) — живописец итальянского маньеризма провинциальной веронской школы. Ученик веронского живописца-миниатюриста Либерале да Верона.

## Биография
Джованни Франческо Карото родился в Вероне, в семье, которая, как полагают, происходила из городка Караваджо (Ломбардия), и которая уже несколько лет как прибыла на берега реки Адидже. Позже отец художника, Пьетро Баски, отказался от своей фамилии в пользу «Карото», скорее всего, из-за принадлежавшего ему магазина специй на Пьяцца делле Эрбе, на вывеске которого было написано «Каро» или «Чаро» (Carо, Charo). Старший брат Джованни Карото, также был художником.
По сведениям, изложенным Джорджо Вазари в его «Жизнеописаниях», Джованни Франческо стал учеником художника Либерале да Верона. За время работы в Мантуе Карото испытал влияние падуанца Андреа Мантеньи, который, по-видимому, также посещал мастерскую Либерале во время своего пребывания в Вероне в годы создания алтаря для церкви Санта-Мария-ин-Органо. Карото, должно быть, был настолько впечатлён падуанским художником, что «несколько раз следовал за ним в близлежащую Мантую, где тот активно работал, хотя он никогда не входил в его мастерскую, а всегда предпочитал творить самостоятельно». Влияние на творчество Карото оказали также Франческо Бонсиньори, Леонардо да Винчи, Рафаэль.
Первая датированная работа Карото — «Мадонна» (1501), экспонируемая в галерее в Модене. Большинство работ созданы им в Вероне: в церкви Святой Евфимии — фрески «Путешествие Товита», «Жития святых Урсулы и Лючии» (плохо сохранились) и алтарный образ; в Санта-Мария-ин-Органо — фрески на ветхозаветные сюжеты; в Сан-Фермо-Маджоре — «Мадонна»; в Архиепископском дворце — «Воскрешение Лазаря».
Около 1510 года Джованни Франческо написал пределлу алтаря «Смерть, похороны и погребение Девы Марии», в которой нельзя не отметить определённого сходства с темами его учителя, Либерале да Верона, и с серией картонов «Триумфы Цезаря», написанных Мантеньей.
Во время первого пребывания в Казале-Монферрато (Пьемонт) Карото писал картины, близкие стилю ломбардской школы. Промежуточный этап живописной деятельности художника, несомненно, характеризуется его интересом к ломбардской живописи и может быть связан с пребыванием художника в Милане, о чём сообщает Вазари. Вероятно, в этот период Карото познакомился с искусством художников-леонардесков (учеников Леонардо да Винчи: Бернардино Луини и Чезаре да Сесто) и фламандских художников, которые всегда пользовались большой популярностью в столице Ломбардии. В начале XVI века Милан считался важным культурным и художественным центром. Здесь творили такие художники, как Винченцо Фоппа, Бергоньоне, Бутиноне и Брамантино. Привлечённый столь оживлённой художественной жизнью, Карото поселился в Милане. Его постоянной резиденцией стала Казале, гостевой дом его покровителя Гульельмо IX, где он прожил по крайней мере пять лет.
Позднее художник вернулся в родную Верону. Его последние произведения — алтарные образы «Обручение Святой Екатерины» (1540 для церкви Санта-Катерина-Мартире в Бьонде-ди-Салиццоле), «Святая Урсула и одиннадцать тысяч дев» (1545 для церкви Сан-Джорджо-ин-Брейда) и «Святой Мартин и бедняк» (для церкви Санта-Анастасия) — в наше время они кажутся холодными и поверхностными и знаменуют конец живописного творчества Карото. Вазари написал об этом: «С годами он начал терять самообладание в вопросах искусства».
29 апреля 1555 года Джованни Франческо Карото написал завещание, в котором сообщал, что он «подавлен неблагоприятным состоянием здоровья», и поэтому можно предположить, что он умер вскоре после этого, определённо в том же году. Художник был похоронен в капелле Сан-Никколо церкви Мадонна-дель-Органо, которую он ранее украсил своими картинами, где также покоится его брат Джованни.
Его учеником был Доменико Брузасорци.

## Творчество
Индивидуальный Стиль (искусство) стиль Джованни Франческо Карото чаще определяют как «эклектичный», характеризующийся многочисленными влияниями, которые следовали друг за другом в соответствии с различными путешествиями, предпринятыми художником на протяжении его жизни. В ранних работах он в первую очередь подчёркивал приверженность манере Либерале да Верона, а также знаменитого падуанского художника Андреа Мантеньи, работавшего в Мантуе. После путешествий в Мантую и, прежде всего, в Казале Монферрато, Карото постепенно отказался от традиций веронской школы живописи, чтобы принять различные художественные течения, преобладавшие в то время, черпая вдохновение у Мантеньи, Рафаэля, Бернардино Луини и Брамантино. В свою очередь, его искусство оказало влияние на многих художников Вероны, таких как Франческо Мороне и Франческо Торбидо.
В этот период его произведения обогащаются дальнейшими заимствованиями из произведений Джулио Романо и Пармиджанино. Считается, что художник вновь соприкоснулся с мантуанской живописью благодаря знакомству с Маргаритой Палеологой, дочерью Гульельмо дель Монферрато и подругой художника со времён его пребывания в Казале, которая к тому времени вышла замуж за герцога Мантуи Федерико II Гонзага.
В 1528 году была создана одна из его самых известных работ — алтарная картина «Дева Мария и святые» для церкви Сан-Фермо-Маджоре, произведение, заслужившее похвалу Вазари и признание всех ценителей Вероны, назвавших картину шедевром за богатство её стилевых качеств, в которых отсутствует «обычное чувство архаичности», характерное для веронских художников.[41] Историк итальянского искусство Адольфо Вентури отмечал, что художник «в этой работе опирается на очень высокий уровень рафаэлетизма», напоминающий решения, принятые мастером из Урбино для его «Мадонны ди Фолиньо», хотя и не достигающий таких результатов в отношении управления пространством". В том же году Карото написал «Благовещение», которое долгое время хранилось на вилле Костанца в Сан-Пьетро-ин-Кариано (и теперь является частью частной коллекции, возможно, в Соединенных Штатах), первоначально написанное для веронской церкви Сан-Бартоломео-Апостоло. Также в 1528 году появилась картина «Иоанн Богослов на Патмосе» (хранится в Праге, Национальная галерея). Между 1530 и 1531 годами он подписал две картины «Святое семейство», первая из которых хранится в Милане, а вторая — в музее Кастельвеккьо в Вероне. Обе картины принадлежат к течению маньеризма и содержат несомненные отсылки к стилю Джулио Романо.
Произведения Карото хранятся во многих музеях мира, прежде всего в музее Кастельвеккьо в Вероне. Его самая известная картина «Мальчик с рисунком» выставлена именно в этом музее. Благодаря оригинальности сюжета, картина представляет собой почти уникальное произведение в художественной панораме своего века. Другие его работы можно найти в некоторых церквях его родного города, таких как Сан-Джорджо-ин-Брейда и Сан-Фермо-Маджоре, а также в других городах, таких как Флоренция, Модена, Будапешт и Прага.

## Галерея

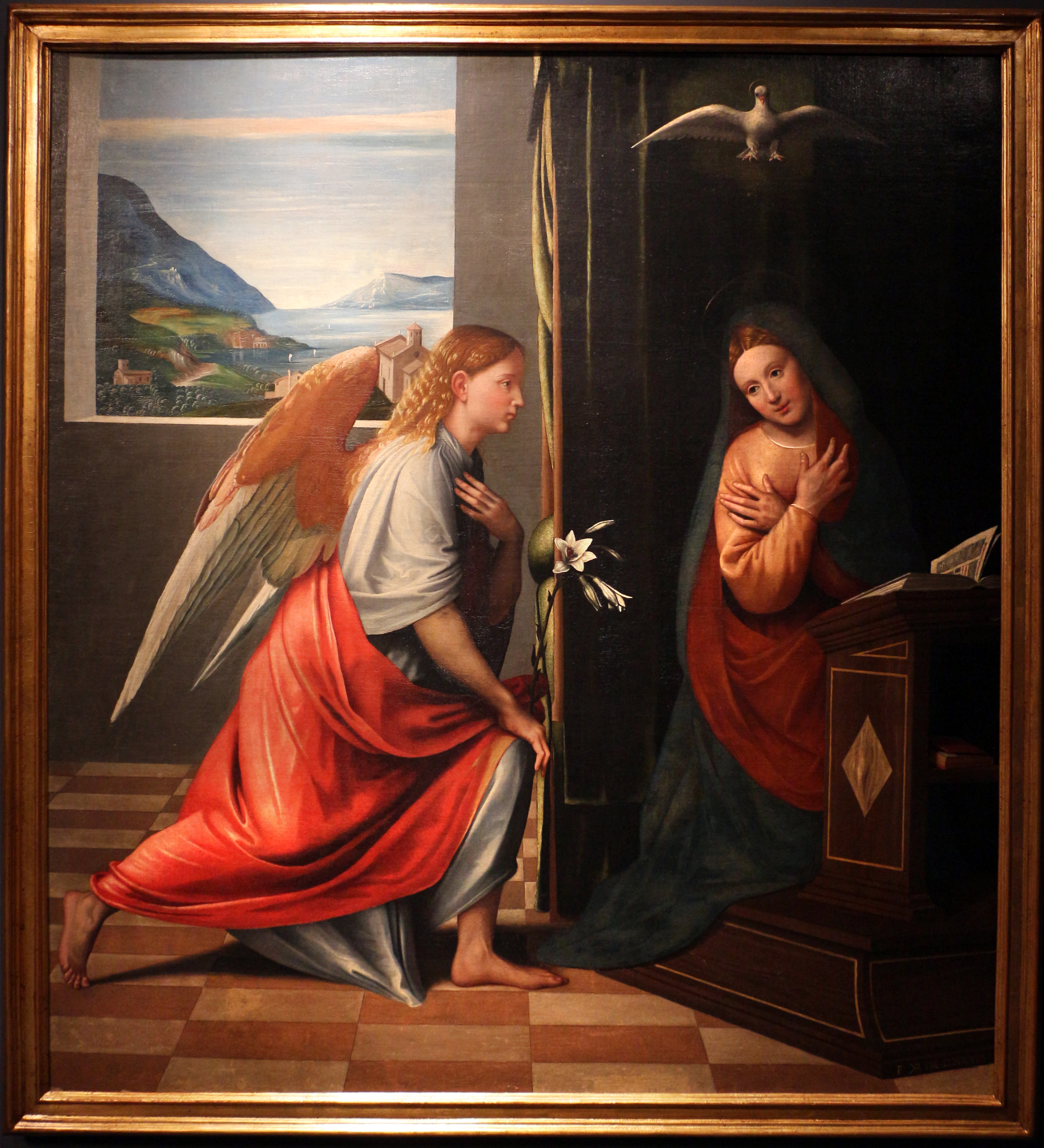
Благовещение. 1528. Холст, масло. Частное собрание
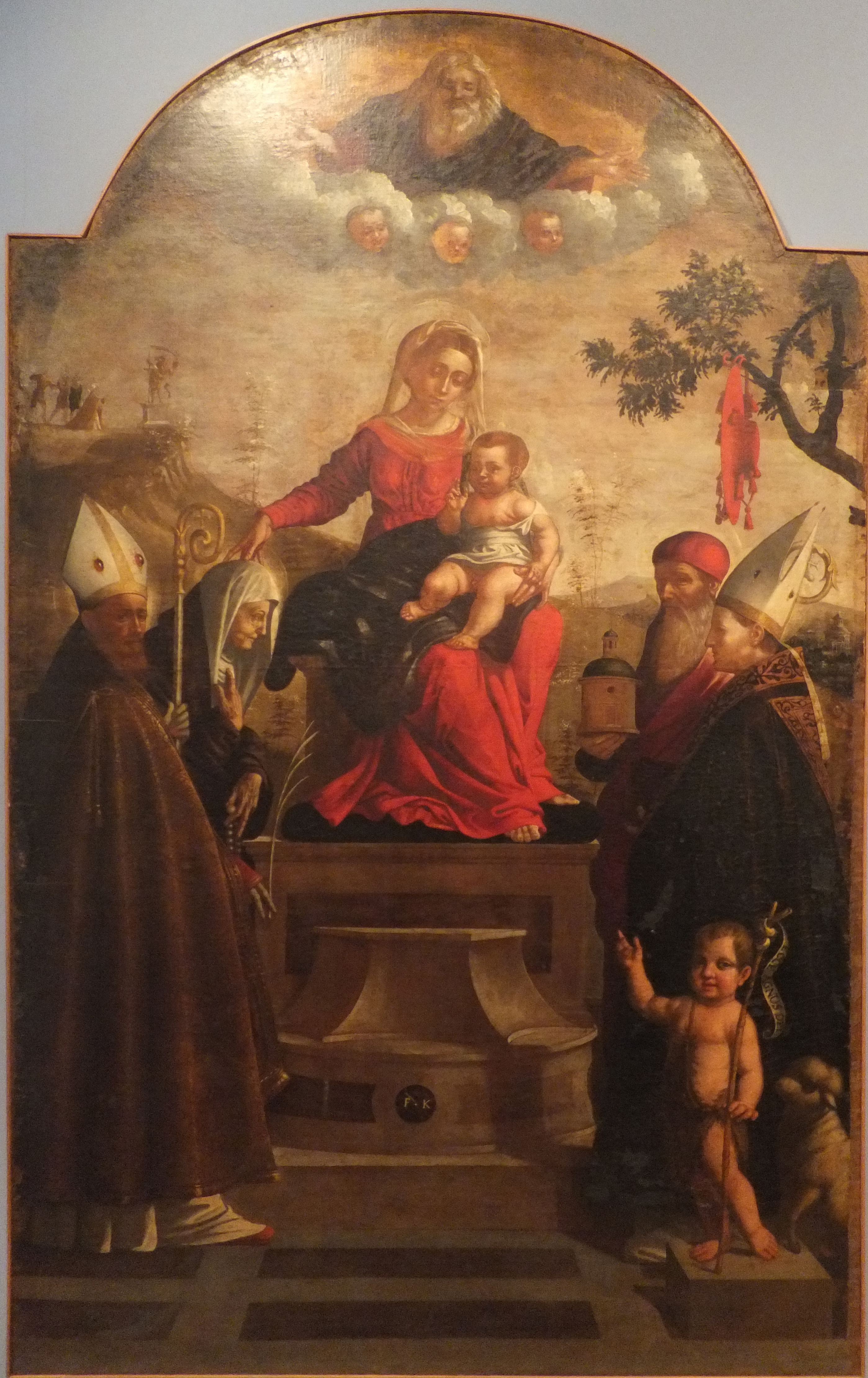
Мадонна с Младенцем на троне и святые. Ок. 1540. Холст, темпера. Епархиальный музей, Тренто
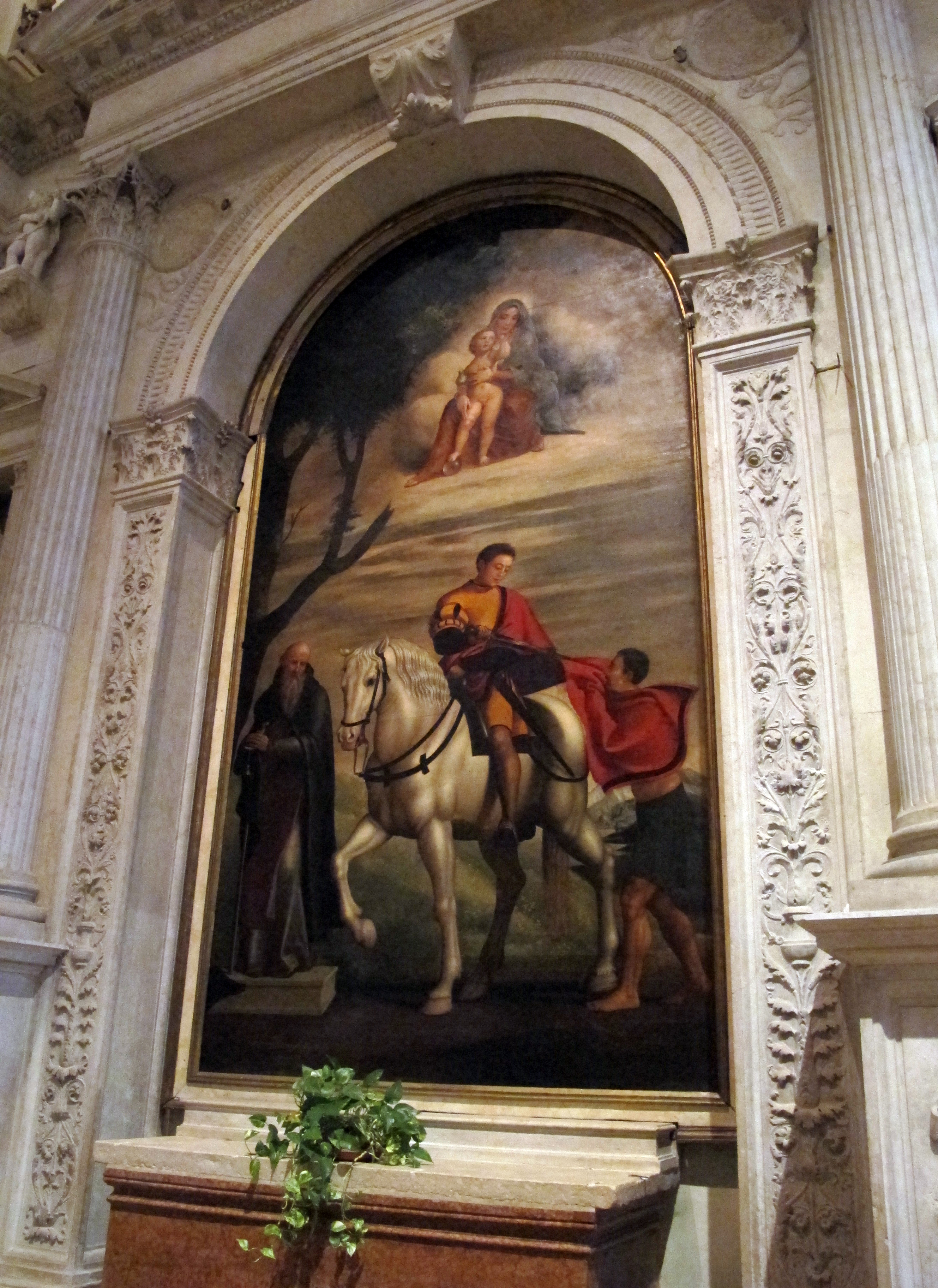
Святой Мартин. Алтарь Пиндемонте. 1541. Церковь Санта-Анастасия, Верона
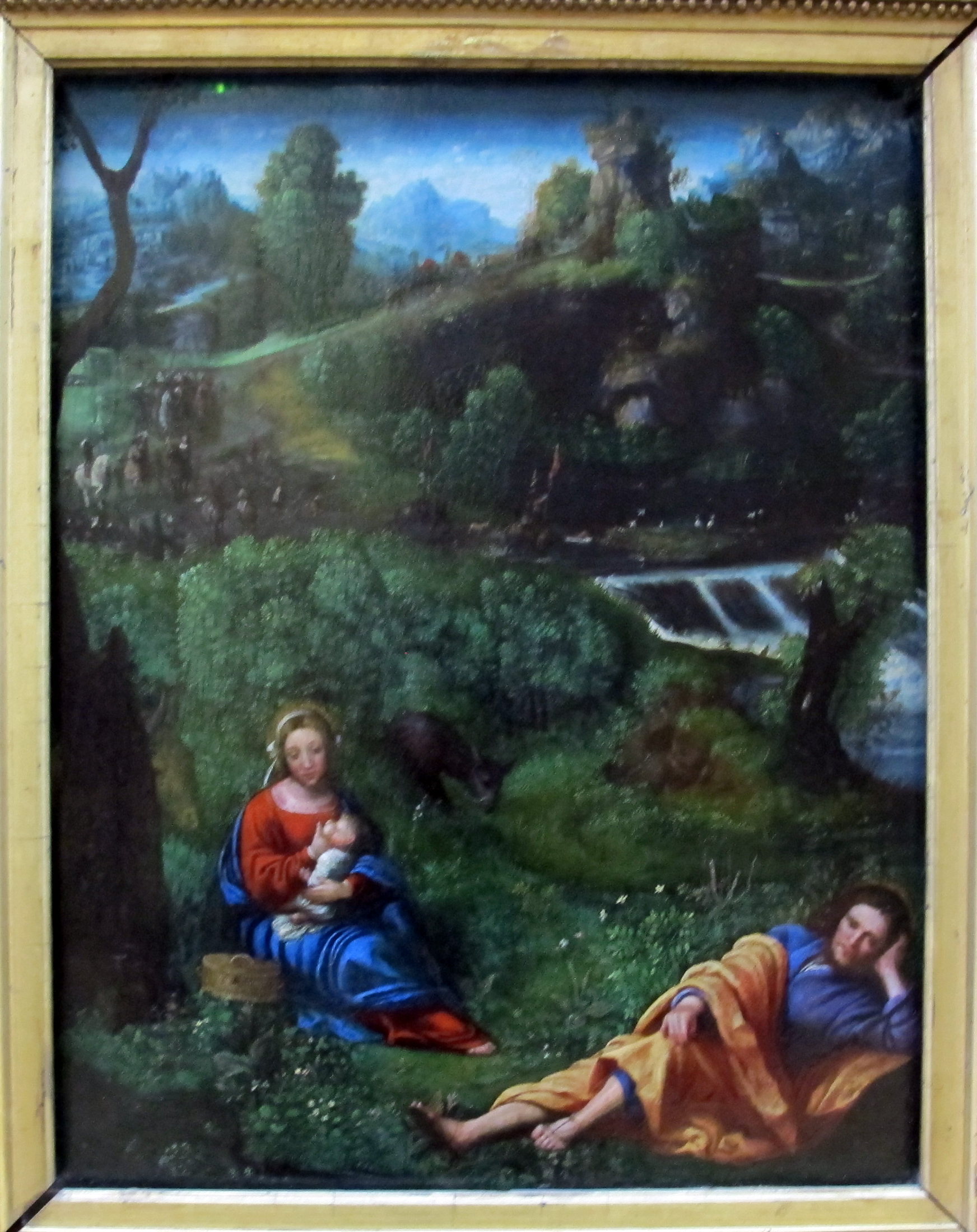
Отдых на пути в Египет. Ок. 1520. Дерево, масло. Лувр, Париж
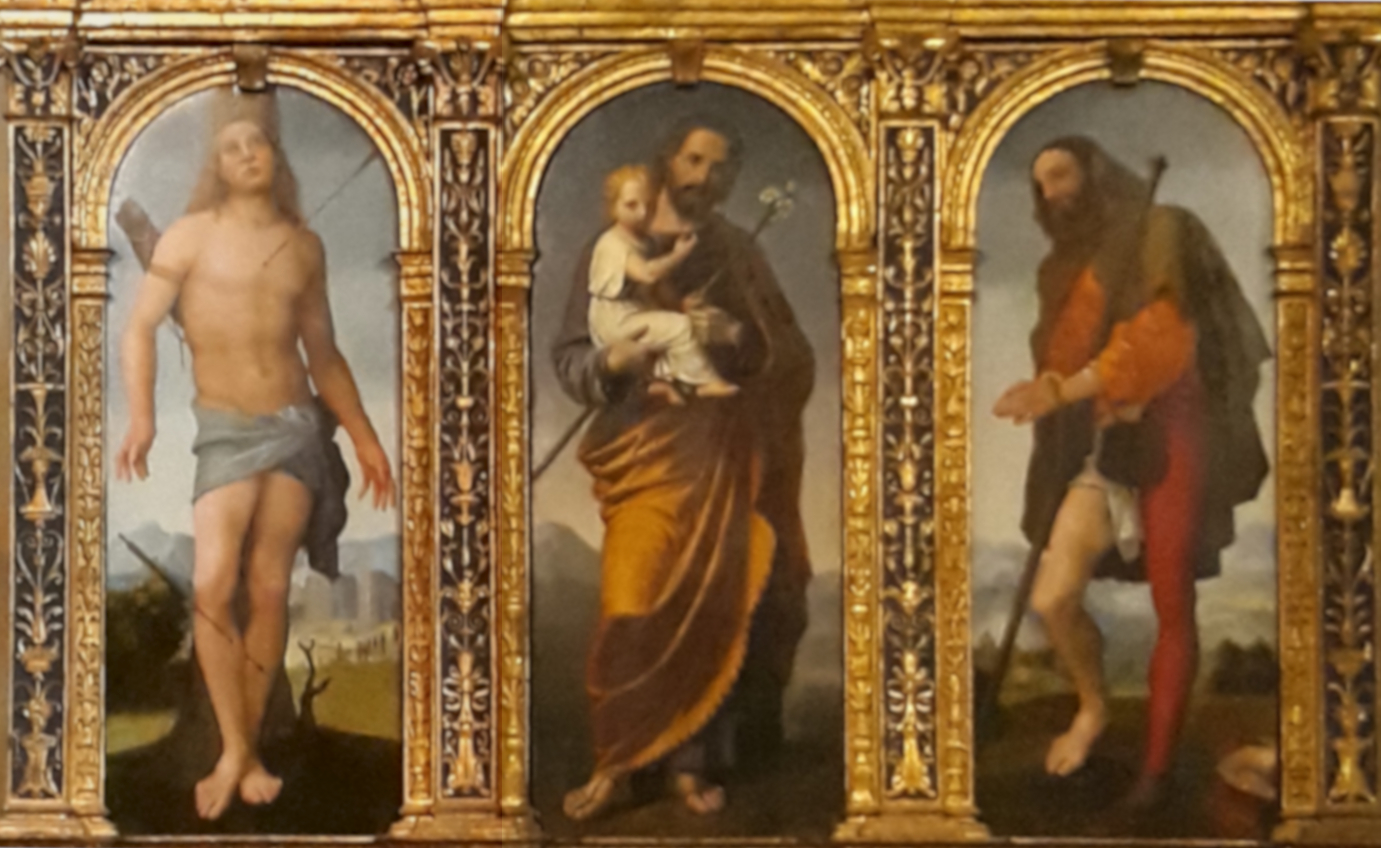
Святые Себастьян, Иосиф, Рох. Полиптих церкви Сан-Джорджо-ин-Браида, Верона. Деталь
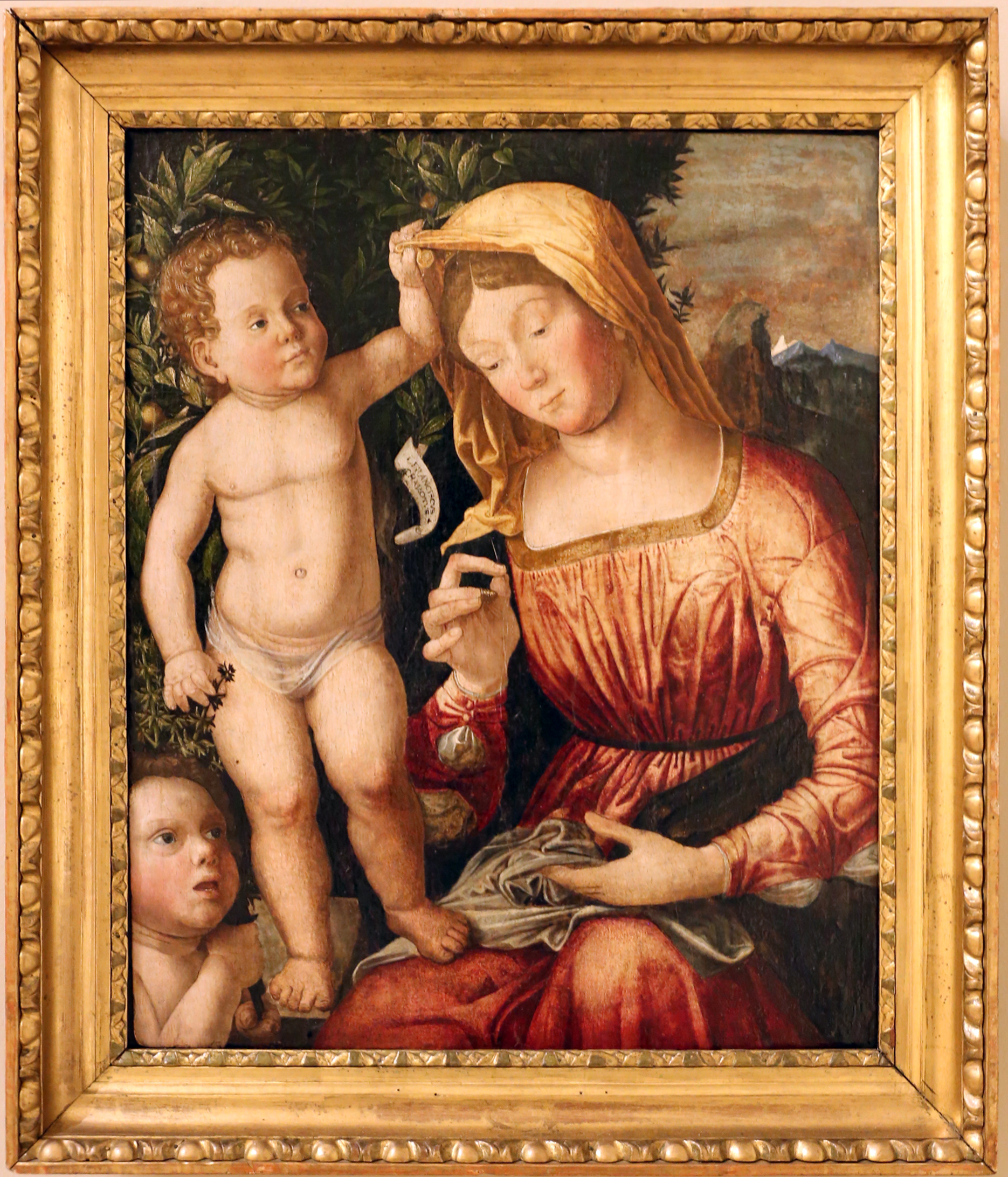
Мадонна с младенцами Христом и Иоанном. 1501. Дерево, масло. Галерея Эсте, Модена
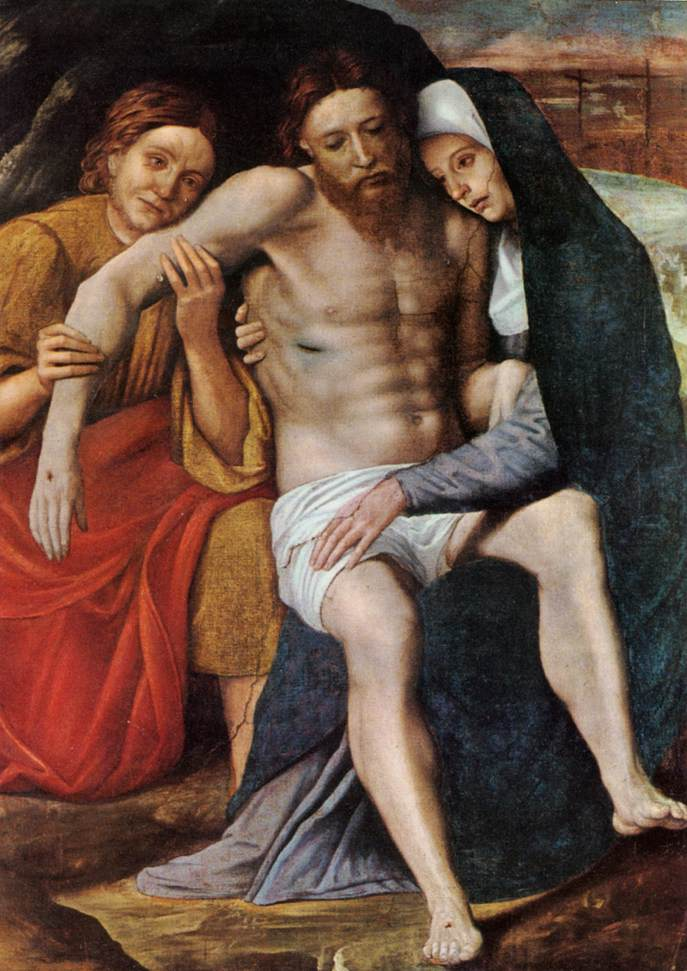
Cнятие с креста. Дерево, масло. Музей Кастельвеккьо, Верона
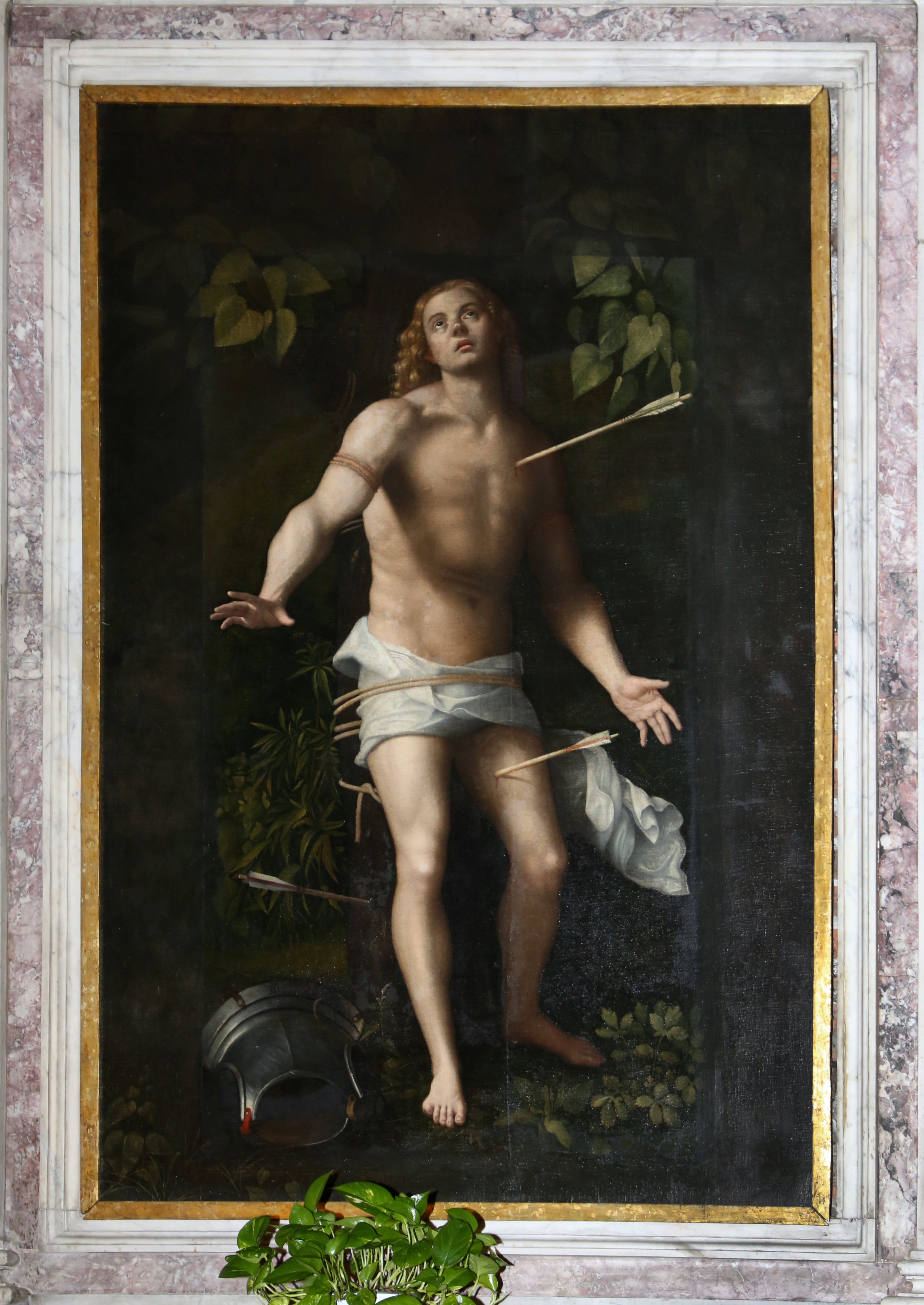
Святой Себастьян. 1523. Холст, масло. Церковь Санто-Стефано, Казале-Монферрато
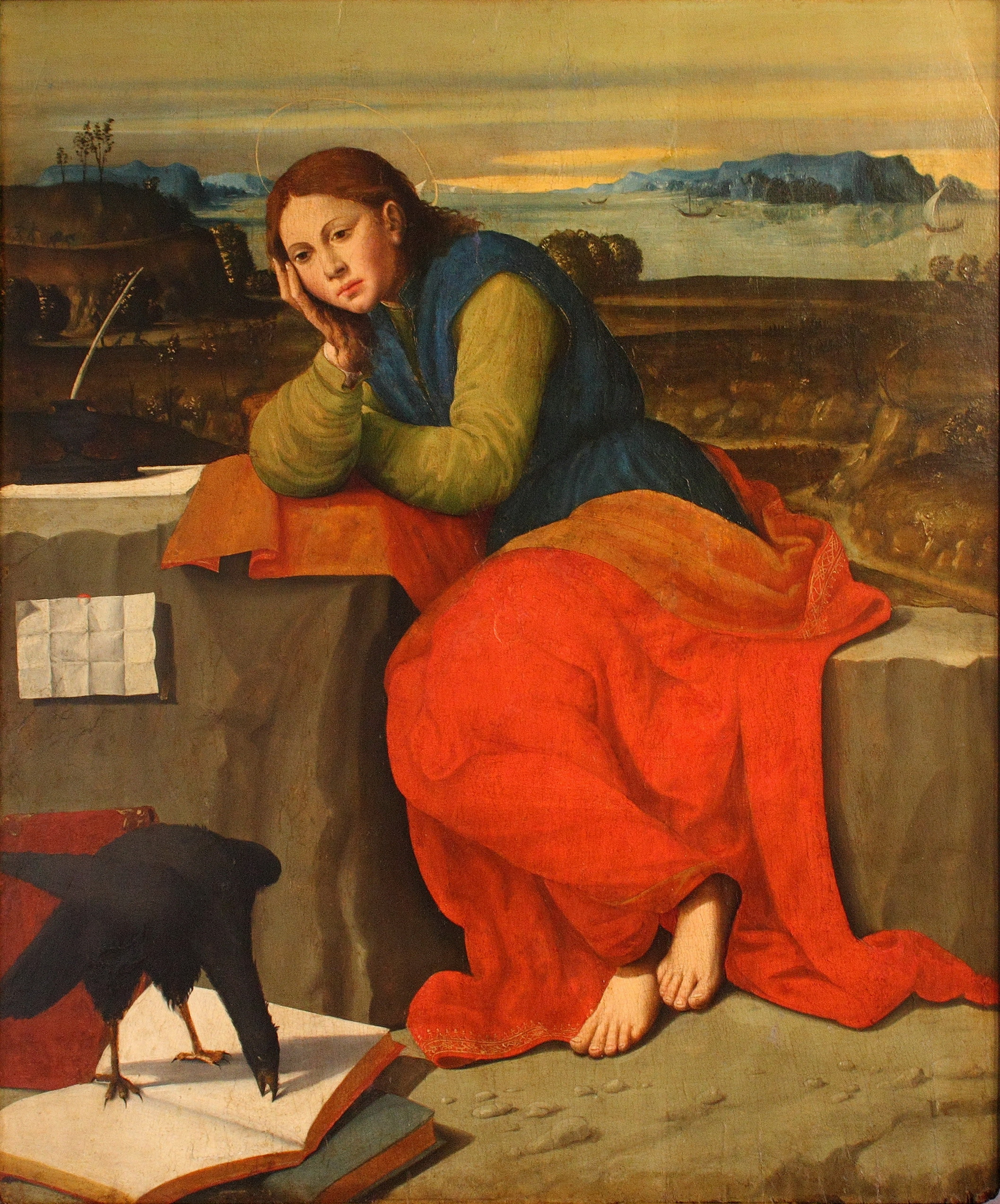
Иоанн Евангелист на Патмосе. 1528. Дерево, темпера. Национальная галерея, Прага
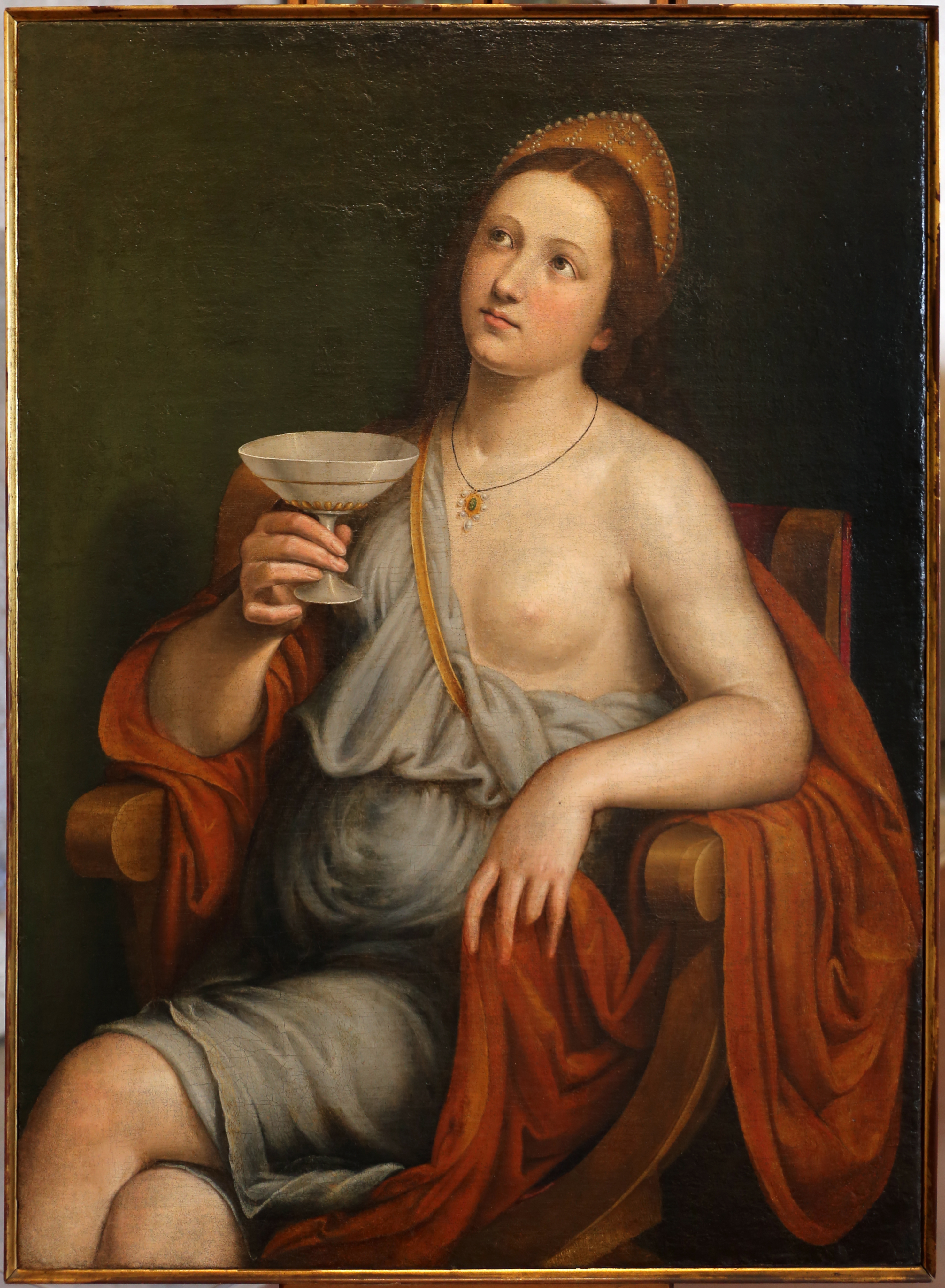
Софонисба принимает яд. Холст, масло. Музей Кастельвеккьо, Верона
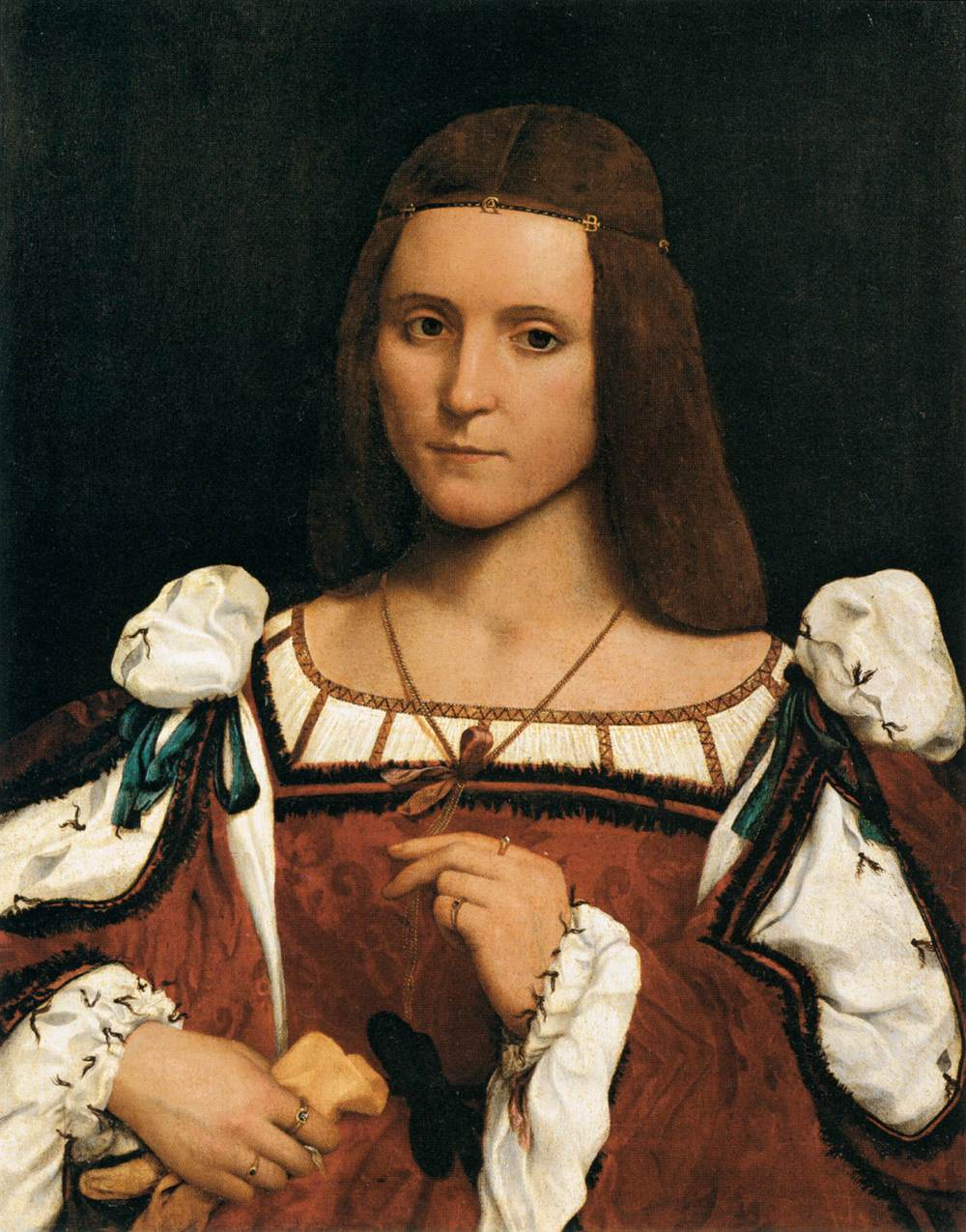
Женский портрет (Портрет Изабеллы д'Эсте ?). Между 1500 и 1525. Дерево, масло. Лувр, Париж
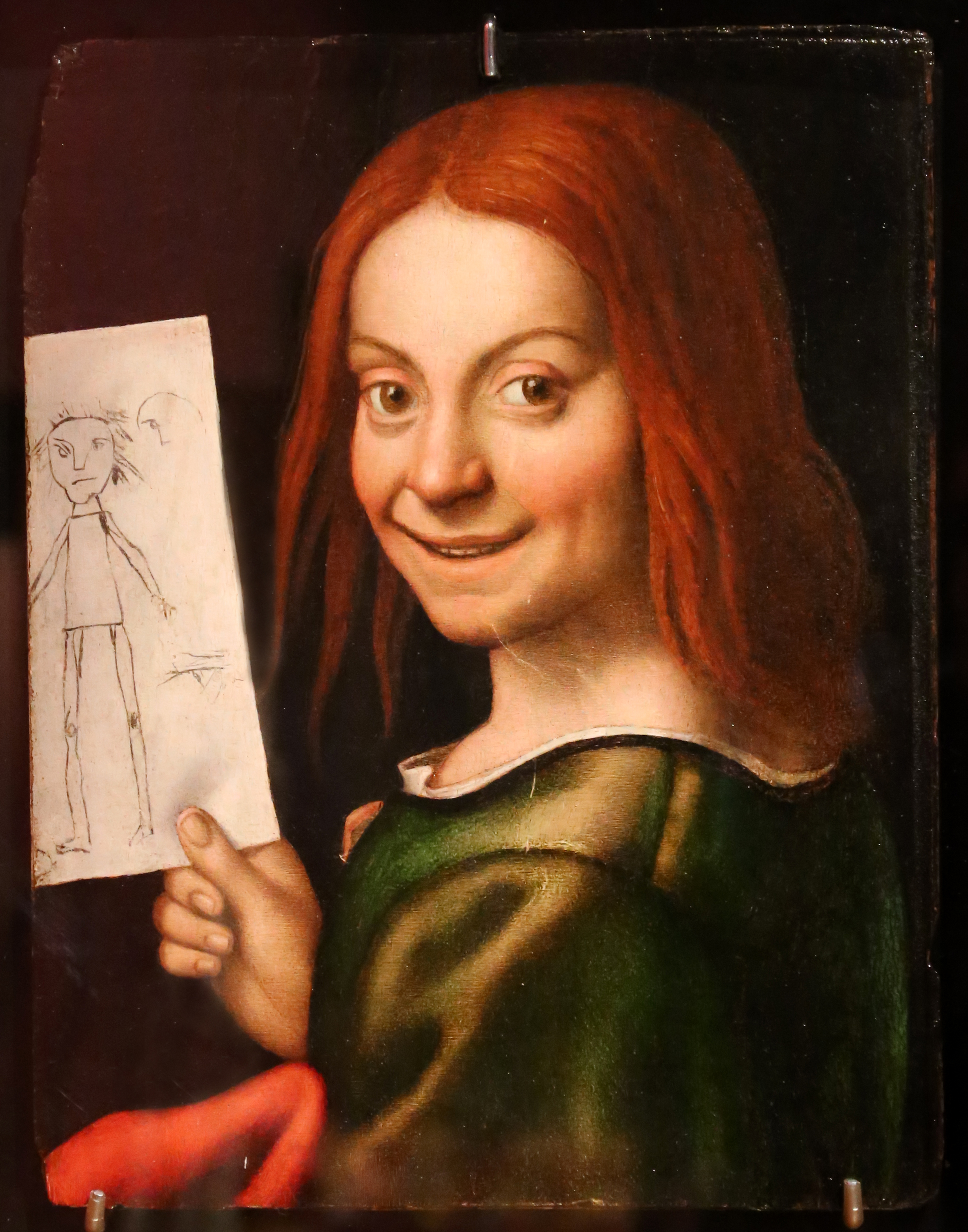
Портрет мальчика с рисунком. Дерево, масло. Музей Кастельвеккьо, Верона
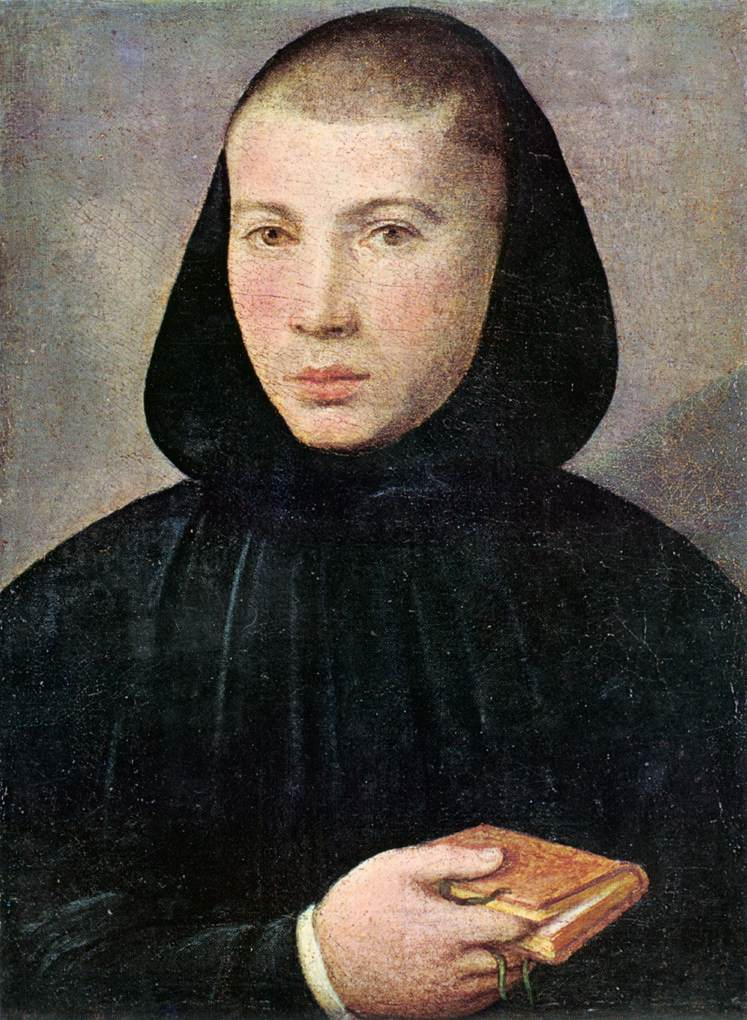
Портрет молодой бенедиктинки. Между 1500 и 1555. Холст, масло. Музей Кастельвеккьо, Верона